# مكالمة هاتفية

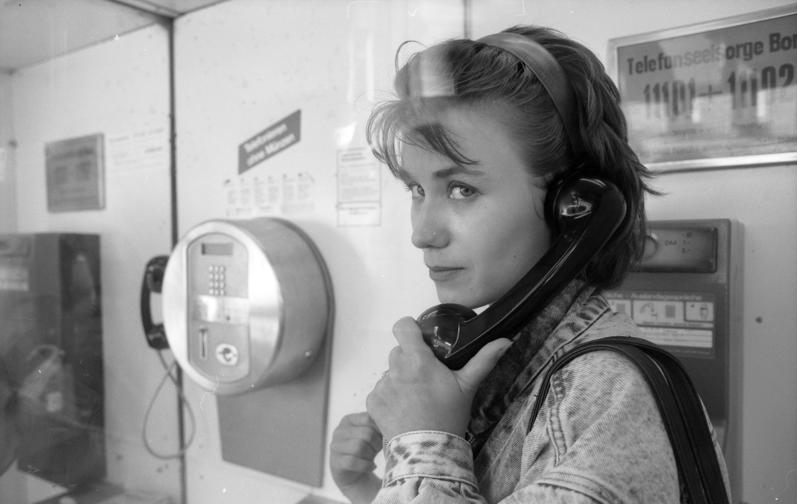
امرأة ألمانية مشغولة بمكالمة هاتفية، في عقد الثمانينات

المكالمة الهاتفية هي عملية اتصال هاتفي بين شخصين: متصل ومتلقي. يكتب المتصل رقم هاتف المتلقي على لوحة مفاتيح الجهاز المرسل، فيَرن جهاز المتلقي بعد الإرسال، وللمتلقي الخيار بالاستجابة إلى المكالمة أو رفضها، ثم تبدأ بعد ذلك المحادثة الهاتفية على الأغلب بكلمة «ألو؟».
أُجريت أول مكالمة هاتفية في 10 مارس 1876 بين ألكسندر غراهام بيل ومساعده توماس واتسون، وكانت أول كلمات المكالمة: «سيد واتسون تعال إلى هنا، أريد أن أراك» (بالإنجليزية: Mr Watson, come here. I want to see you).

## أنواع المكالمات الهاتفية
1. مكالمة شخصية
2. مكالمة عمل
3. مكالمة اخبارية